# Foton
Fotón je v fiziki osnovni delec, energijski kvant kvantiziranega elektromagnetnega polja. Navadno se ga označuje s simbolom γ (grška črka gama); v fiziki visokih energij je navadno ta oznaka za fotone visokih energij (žarke gama), ki nastajajo npr. pri jedrskih razpadih, v jedrih atomov. Fotone, ki nastanejo v elektronskem oblaku ali v okolici jedra atoma (rentgenski žarki), pa se označuje s črko X.
Čeprav fotone pogosto povezujejo s svetlobo, velja ta povezava le za ozek pas vidnega dela spektra elektromagnetnega valovanja. Celo v tem delu pa se svetlobo pogosto sreča v kvantnih stanjih, ki niso čista, ampak superpozicije različnih kvantnih stanj. Superpozicije so lahko koherentne – pri  tem gre za t. i. koherentno stanje, kot je denimo idealizirana laserska svetloba, ki jo seva idealni laser – ali pa kaotične – termično stanje, ki opisuje svetlobo v toplotnem ravnovesju – sevanje črnega telesa. Za sevanje fotonov v čistih stanjih so potrebni posebni aparati, imenovani mikromaserji. Ustrezna kvantna stanja se opiše s Fokovim stanjem in označi z |n>, kar pomeni n fotonov v danem stanju elektromagnetnega polja. Če je polje multimodalno, se lahko njegovo kvantno stanje opiše kot tenzorski produkt posameznih fotonskih stanj, npr.
{\displaystyle |n_{k_{0}}\rangle \otimes |n_{k_{1}}\rangle \otimes \dots \otimes |n_{k_{n}}\rangle \dots \!\,,}
pri čemer so ki posamezni momenti stanja, nki pa število fotonov v tem stanju.

## Osnovne značilnosti
Fotoni lahko nastanejo na različne načine, vključno s sevanjem elektronov, ko ti prehajajo med različnimi energijskimi stanji ali orbitalami. Nastanejo lahko tudi pri jedrskih procesih, izničenju delcev in antidelcev ter kakršnemkoli nihanju elektromagnetnega polja. Fotoni se razlikujejo od mnogih drugih osnovnih delcev, kot so elektroni ali kvarki, v tem da je njihova mirovna masa enaka nič. Zato se v vakuumu gibljejo s svetlobno hitrostjo c, ki je po definiciji enaka 299.792.458 m/s, oziroma približno 3 · 108 m/s. Kot vsi kvanti imajo tudi fotoni značilnosti valovanja in delcev (delčnovalovna dualnost). Fotoni se kažejo kot valovanje pri lomu ali interferenci. Kot delci lahko s snovjo reagirajo le s prenosom energije. Disperzijska zveza je linearna, sorazmernostna konstanta pa je Planckova konstanta h, kar da enostavni zvezi:
{\displaystyle W=h\nu ={\frac {hc}{\lambda }}={\frac {h}{T}}\!\,,}
kjer je W energija fotona, ν frekvenca stanja ali fotonska frekvenca, λ valovna dolžina, T pa perioda, ter velikost gibalne količine fotona G:
{\displaystyle G={\frac {h\nu }{c}}={\frac {h}{\lambda }}\!\,.}
Planckova konstanta je tako lahko energija fotona s periodo 1 s. Tako velja tudi (vektorsko):
{\displaystyle W={\vec {\mathbf {G} }}\cdot {\vec {\mathbf {c} }}=Gc\cos \varphi \!\,.}
Smer gibalne količine fotona je enaka smeri njegovega gibanja, oziroma hitrosti (φ = 0°), tako da je:
{\displaystyle W=Gc\!\,.}
To se razlikuje od energije pri klasičnem valovanju, ki lahko pridobi ali izgubi poljubno količino energije. V vidni svetlobi je energija enega fotona približno 4 · 10−19 J. Ta energija je dovolj velika, da vzbudi eno molekulo v fotoreceptorski celici v očesu, in tako prispeva k vidu.
Zakoni kvantne mehanike zahtevajo da so energije, gibalne količine in polarizacije fotonov le verjetne vrednosti. Tako je nemogoče napovesti katero molekulo bo foton vzbudil.
Fotoni so stabilni. Njihov spin je enak 1, zato se jih uvršča med bozone. Spinu 1 načeloma ustrezajo tri projekcije: +1, 0 in -1, pri fotonih, ki se vedno gibljejo s hitrostjo svetlobe, pa srednja projekcija ni mogoča, ker zahteva opazovalni sistem, v katerem foton miruje. Ta po teoriji relativnosti ni mogoč. Fotoni imajo invariantno maso, enako nič, vendar pa imajo končno in od nič različno energijo pri hitrosti svetlobe. Kljub ničelni invariatni masi pa splošna teorija relativnosti napoveduje, da na fotone deluje gravitacija, kar je bilo tudi eksperimentalno potrjeno.
Povedano velja za prazen prostor. V snovi se fotoni sklopijo z vzbujenimi stanji sredstva in se obnašajo drugače. Ko se, denimo, sklopijo s fononi ali ekscitoni, nastanejo polaroni. Njihova disperzijska zveza ni več linearna, kar pomeni, da se jim lahko pripiše določeno efektivno maso. Zategadelj je njihova hitrost v snovi počasnejša od svetlobne hitrosti.

## Fiziološko zaznavanje svetlobe
Eno od pogostih vprašanj v fiziki je ali lahko človeško oko fiziološko zazna posamezen foton. Filtri živcev dovoljujejo, da pride signal do možganov le, če v času 100 ms dospe do mrežnice pet do devet fotonov. Drugače ima tak signal preveč svetlobnega »šuma«.